# Daxi

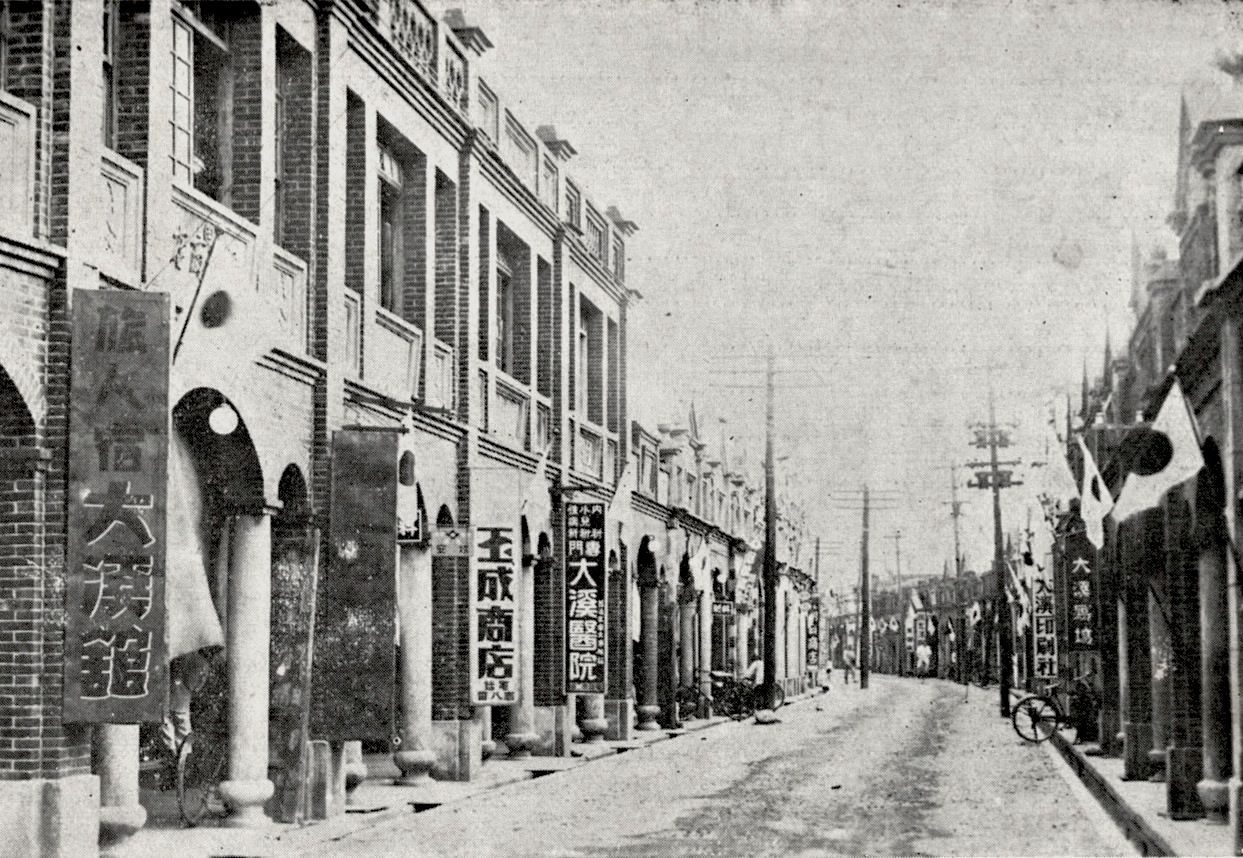
Daxi en 1930

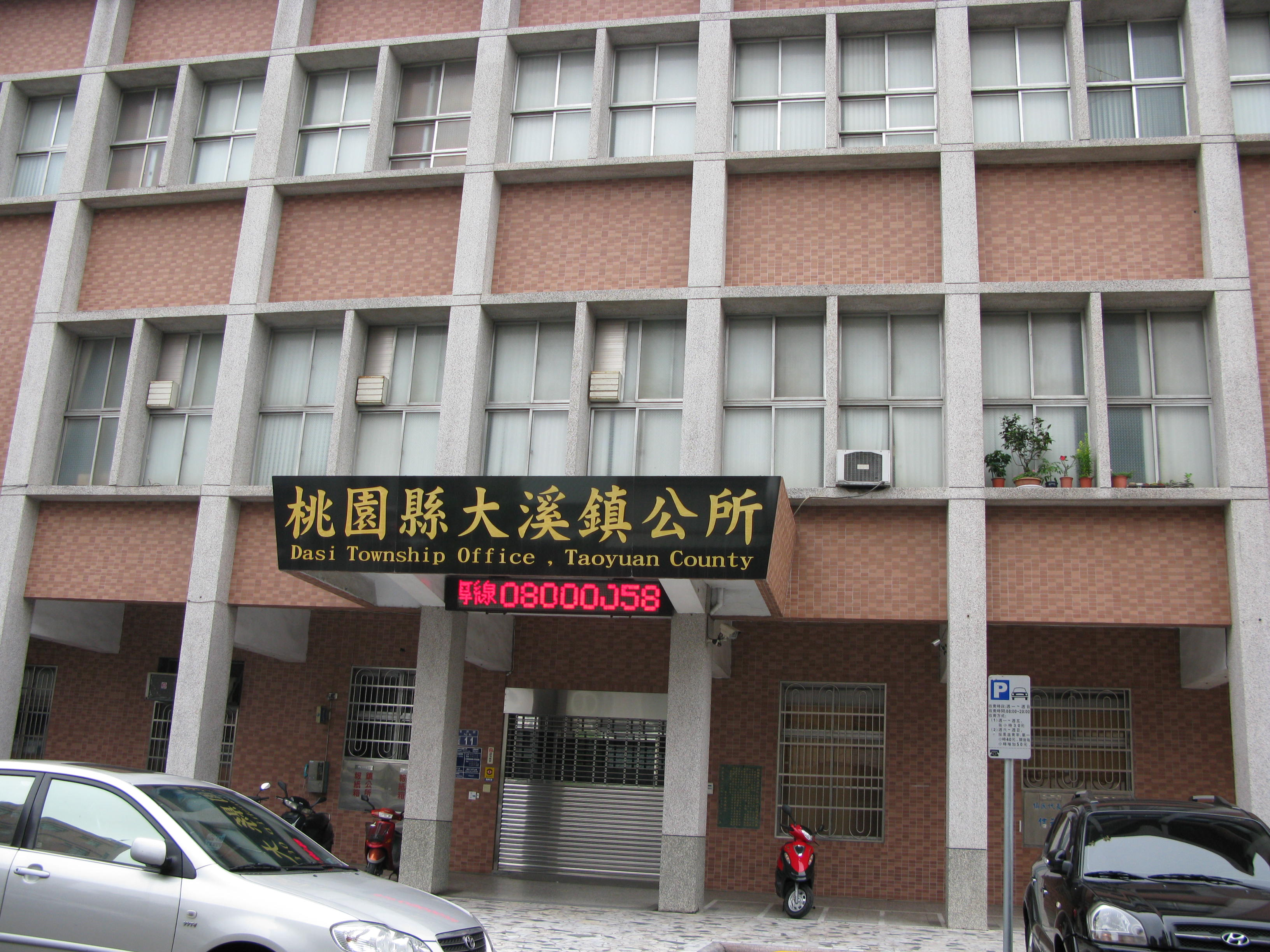
Bureau du district de Daxi (puis bureau du canton de Daxi)

Le District de Daxi (chinois traditionnel: 大溪區; pinyin: Dàxī Qū ; tongyong pinyin: Dàsi Cyu ; wade-giles: Ta⁴-hsi¹ Chʻü¹) est un district oriental de la municipalité de Taoyuan à Taïwan. En mars 2012, elle a été classée parmi les 10 plus petites villes touristiques par le Bureau du tourisme de Taïwan.

## Histoire
La région de Daxi fut occupée pendant plusieurs milliers d'années par l'ethnie Atayal. Ils appelèrent le fleuve local (aujourd'hui "ruisseau Dahan") Takoham dans leur langue austronésienne. Cela donna lieu à des noms similaires tels que Toa-kho-ham (chinois traditionnel:大嵙陷 ; Pe̍h-ōe-jī: Tōa-kho͘-hām ; aussi 大嵙崁 ; Tōa-kho͘-khàm)  en hokkien et Taikokanen japonais par translittération.
La colonisation Han du 18e siècle dans le bassin de Taipei conduisit à la réinstallation de nombreuses familles Atayal en amont, bien que certains soient restés et se soient mêlés aux nouveaux arrivants. La colonie devint plus tard un important comptoir d'échange au 19e siècle.
En 1803, des affrontements éclatèrent entre deux factions rivales de colons han à Taipei et de nombreux réfugiés fuirent vers le sud pour se mettre en sécurité. Parmi les réfugiés figurait la famille Lin Ben Yuan, l'un des clans les plus riches de Taïwan à l'époque. Le clan s’installa à Takoham, investit sa fortune dans la colonie et apporta la prospérité à toute la région. En raison de son emplacement stratégique et des investissements réalisés par le clan Lin, Takoham devint le centre du commerce et des transports entre Taipei et le sud. Les marchandises arriveraient ici pour être transportées à Taipei via le fleuve Dahan et de nombreux commerçants ouvrirent leurs magasins dans la région, dont certains existent encore aujourd'hui dans la vieille ville.
Lorsque le chemin de fer nord-sud qui contourne la colonie de Takoham fut achevé en 1909, l'importance du commerce fluvial diminua. Bien que Takoham perdit de son importance dans le transport de marchandises entre les différentes régions de Taïwan y compris dans le commerce portuaire, elle devint célèbre pour la production de meubles en bois. En 1920, le gouvernement japonais renomma cette zone 大溪 ("grande crique") ou Daikei en japonais et Dàxī en mandarin, administrée par la préfecture de Shinchiku.
Daxi dried tofu (zh)  est un ingrédient populaire de la cuisine taïwanaise. Daxi abrite également les mausolées de deux dirigeants du Kuomintang : le défunt président Tchang Kaï-chek à Cihu, et son fils Chiang Ching-kuo à Touliao.

## Divisions administratives
Le district de Daxi se subdivise en 26 villages :
- Fuan
- Furen
- Fuxing
- Kangan
- Meihua
- Nanxing
- Qiaoai
- Renai
- Renhe
- Renshan
- Renhua
- Renwen
- Renwu
- Renyi
- Ruensing
- Ruiyuan
- Sanyuan
- Tianxin
- Xinfeng
- Xinghe
- Yide
- Yihe
- Yixin
- Yongfu
- Yuemei
- Zhongxin

## Économie
Le siège social de Kimlan Foods est situé à Daxi.

## Attractions touristiques
- A-mu Ping
- Mausolée de Cihu
- Cihur
- Pont de Daxi
- Jardin d'herbes de santé de Daxi
- Daxi Old Street
- Écomusée des arts du bois de Daxi
- Daxi Wude Hall
- Temple Furen
- Hoping Old Street
- Jien's Archaic Mansion
- Temple Kuanyin au mont Lotus Seat
- Ancienne résidence de Lee Teng-fan
- Musée de la filature Mei-hwa
- Eglise presbytérienne de Daxi
- Temple Puzi
- Eglise catholique franciscaine
- Lac Taoliao
- Mausolée de Touliao
- Réservoir Ximen
- Temple Zaiming
- Route de Zhongshan
- Parc Zhongzheng

## Festival de célébration locale
- DAXI DAXI[5],[6]
- Festival du tofu séché de Daxi[7]

## Transport

### Autobus

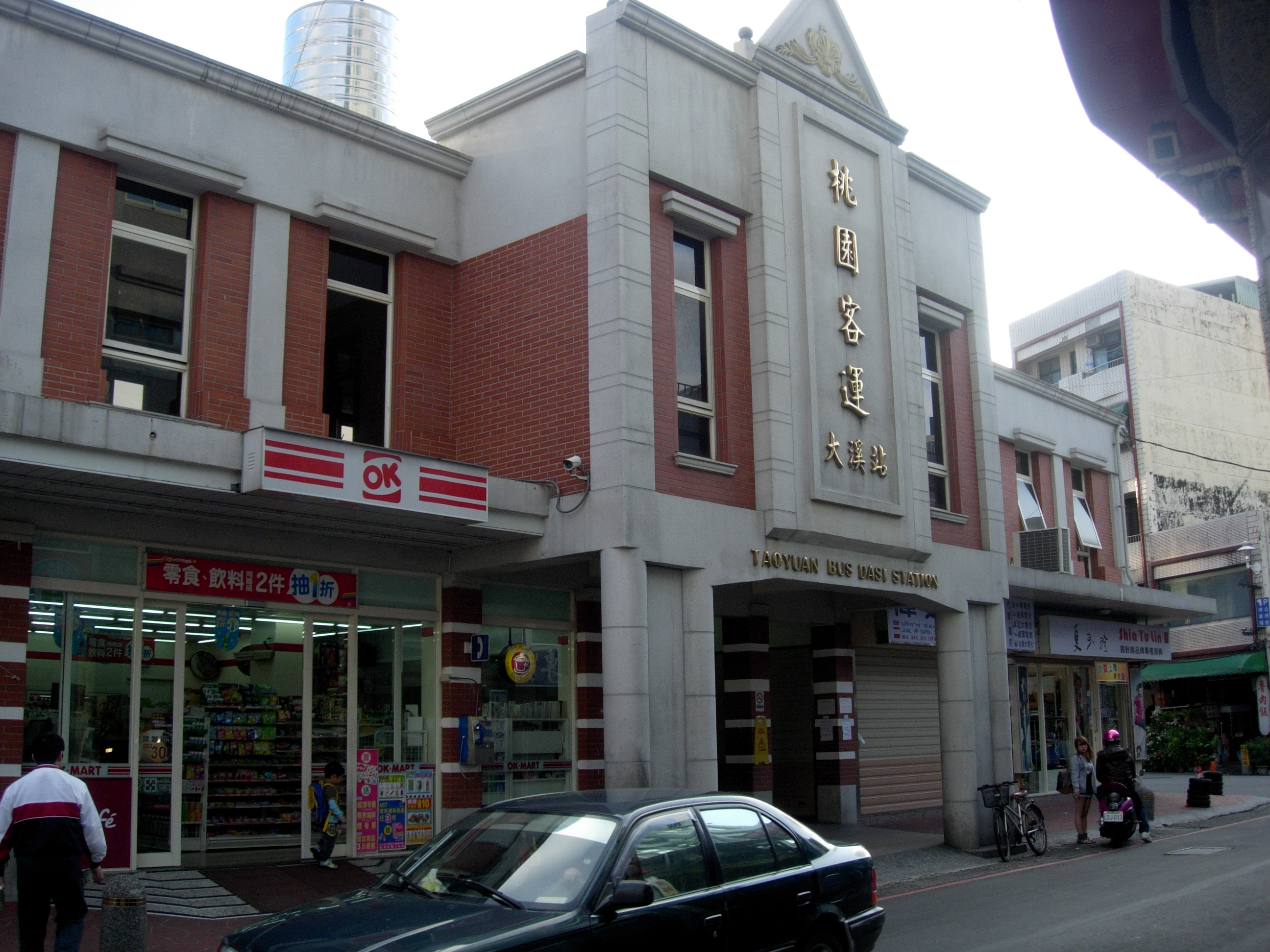
Gare routière de Daxi

- La gare routière de Daxi des autobus de Taoyuan ont des lignes qui desservent principalement Daxi. La ligne 5096 partant de la gare de Taoyuan et la ligne 5098 partant de la gare de Zhongli sont desservies toutes les 10 à 20 minutes.
- Les lignes de la Taiwan Tourist Shuttle (navette touristique de Taïwan) ont une ligne express vers Daxi[8],[9] et la ligne Xiaowulai passe également par Daxi[10].
- Les bus Ropo ont la ligne 710 Express partant de la station Yongning du métro de Taipei pour Daxi.

### Route
Daxi est desservie par la National Highway 3 et la Provincial Highway 66.

## Personnalité liée au district
- Fong Fei-fei, ancienne chanteuse et actrice